# 卓以和
卓以和（英語：Alfred Yi Cho，1937年7月10日—），籍貫北平，美国华裔物理学家，电器工程师，分子束外延技术的鼻祖，量子级联激光器的共同发明人，对Ⅲ－V族化合物半导体、金属和绝缘体的异质外延和人工结构的量子阱、超晶格及调制掺杂微结构材料系统地开展了大量先驱性的研究工作。

## 生平
卓以和于1937年生於北京。他的祖父卓定謀（字君庸）是中华民国第一屆國大代表。1949年全家移住香港，就讀於培正中學。
卓以和高中畢業後，留學美國，在伊利诺伊大学厄巴纳-香槟分校（University of Illinois at Urbana-Champaign）取得電機工程學士、碩士和博士學位。
卓以和的專長為應用物理科學和工程科學。主要的貢獻是發明分子束外延（Molecular beam epitaxy）技術和量子级联激光器（Quantum cascade laser）。
卓以和目前擔任美國Alcatel-Lucent貝爾實驗室半導體研究所助理副總裁。目前並擔任中華民國教育部、工研院、中研院物理所顧問。

## 荣誉
卓以和曾獲選為
- 1985年， 美國國家科學院院士，
- 美國工程学院院士，
- 美国文理科学院院士
- 美國物理學會會員，
- 1990年，中央研究院院士，
- 1996年，中国科学院外籍院士。

获奖：
- 1993年，获颁美国国家科学奖章（National Medal of Science），
- 1994年，获颁IEEE榮譽獎章，
- 2007年，获颁美国国家技术奖章（National Medal of Technology）。

## 家庭
卓以和夫婦育有一兒三女。